# Angophora robur

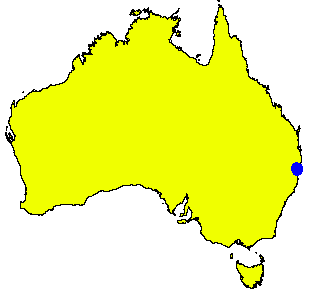
Vorkommen von Angophora robur

Angophora robur ist eine Pflanzenart innerhalb der Familie der Myrtengewächse (Myrtaceae). Sie kommt um die Stadt Grafton im Nordosten von New South Wales vor und wird dort „Sandstone Rough-barked Apple“ genannt.

## Beschreibung

### Erscheinungsbild und Blatt
Angophora robur wächst als Baum, der Wuchshöhen von bis zu 10 Meter erreicht. Die Borke verbleibt am gesamten Baum, ist grau oder blassbraun und kurzfasrig.
Bei Angophora robur liegt Heterophyllie vor. Die einfachen Laubblätter sind immer gegenständig an den Zweigen angeordnet. Die sitzenden Laubblätter an jungen Exemplaren sind bei einer Länge von bis zu 10 cm und einer Breite von etwa 2 cm schmal länglich; sie besitzen steife, einfache Haare sowie borstige Drüsenhaaren (Trichome). An mittelalten Exemplaren sind die Laubblätter gerade, ganzrandig und matt grün. Die Laubblätter an erwachsenen Exemplaren sind in Blattstiel und Blattspreite gegliedert. Ihr Blattstiel ist – soweit vorhanden – bis zu 1 mm lang. Ihre einfache, mehr oder weniger steif behaarte, relativ dicke, Blattspreite ist bei einer Länge von 7 bis 18 cm und einer Breite von 3 bis 7,5 cm gerade, breit lanzettlich bis eiförmig mit herzförmigem Spreitengrund und spitzem oberen Ende. Die Blattoberseite und -unterseite ist verschieden gefärbt. Die Seitennerven gehen in engen Abständen in einem stumpfen Winkel vom Mittelnerv ab. Die Keimblätter (Kotyledonen) sind fast kreisförmig.

### Blütenstand und Blüte
Endständig auf einem 15 bis 35 mm langen, steif behaarten Blütenstandsschaft stehen in zusammengesetzten Gesamtblütenständen mehrere Teilblütenstände. Der steif behaarte Blütenstiel ist 7 bis 15 mm lang. Die nicht blaugrün bereiften oder bemehlten. Die Blütenknospen besitzen eine Länge und einen Durchmesser von je etwa 10 mm. Die zwittrigen Blüten sind cremeweiß. Die vier Kelchblätter sind zu vier Kelchzähnen auf dem gerippten Blütenbecher (Hypanthium) reduziert.

### Frucht und Samen
Die gestielte Frucht ist bei einer Länge sowie einem Durchmesser von je 12 bis 16 mm ei- oder glockenförmig und manchmal verjüngt sie sich zur Spitze hin. Der Diskus ist flach und oft vom Rand des Blütenbechers verdeckt. Die kniescheibenförmigen Samen sind regelmäßig und abgeflacht, glatt und seidenmatt rot.

## Vorkommen und Gefährdung
Das Hauptverbreitungsgebiet von Angophora robur befindet sich im Nordosten von New South Wales, von nordwestlich von Coffs Harbour bis nordwestlich von Grafton. Angophora robur kommt örtlich auch häufig, insgesamt aber begrenzt, vor.
Angophora robur gedeiht hauptsächlich auf sandigen Böden über Sandstein, daher auch der englische Trivialname „Sandstone Rough-barked Apple“.
Angophora robur wird als „vulnerable“ = „gefährdet“ eingestuft.

## Taxonomie
Die Erstbeschreibung von Angophora robur erfolgte 1990 durch Lawrence Alexander Sidney Johnson und Kenneth D. Hill unter dem Titel New taxa and combinations in Eucalyptus and Angophora (Myrtaceae)  in Telopea, Volume 4, Issue 1, S. 40. Das Typusmaterial weist die Beschriftung New South Wales: North Coast: 1.3 km N of Krennos Creek on Glenreagh-Grafton road, K. Hill 787 & L. Johnson, 7. Mai 1984 (holo NSW) auf. Ein Synonym für Angophora robur L.A.S.Jonson & K.D.Hill ist Eucalyptus robur (L.A.S.Johnson & K.D.Hill) Brooker.